# VerCiência
VerCiência (Mostra Internacional de Ciência na TV) é um festival anual de programas de televisão de divulgação científica brasileiro criado em 1994 pelo jornalista Sergio Moraes Castanheira Brandão (curador internacional) e pelo psicólogo e comunicador José Renato Campos Monteiro (curador nacional).
A mostra do festival consiste na apresentação pública, no Rio de Janeiro, São Paulo, Brasília e outras cidades, de uma seleção de programas de TV, com temática de ciência e tecnologia, produzidos no Brasil e em outros países. É uma mostra não competitiva e sem fins lucrativos, com entrada franca para o público em todas as sessões.
Seu principal objetivo é "promover e incentivar a disseminação da cultura científica pela televisão, internet e outros meios audiovisuais".
A Petrobras patrocina o festival, que tem o apoio institucional do Centro Cultural Banco do Brasil, da Academia Brasileira de Ciências e do Ministério da Ciência, Tecnologia e Inovação e, a partir de 2004, faz parte da Semana Nacional de Ciência e Tecnologia.